# The Serpent
The Serpent er en amerikansk stumfilm fra 1916 af Raoul Walsh.

## Medvirkende
- Theda Bara som Vania Lazar.
- James A. Marcus som Ivan Lazar.
- Lillian Hathaway som Martsa Lazar.
- Charles Craig som Storhertug Valanoff.
- Carl Harbaugh som Valanoff.